# Clodomiro
Clodomiro (c. 495 — 21 de junho de 524). Foi o segundo dos quatro filhos de Clóvis I, rei dos francos. Quando seu pai morreu em 511, ele dividiu o reino dos francos com seus três irmãos: Teodorico I, Quildeberto I e Clotário I.

## História
Clodomiro foi o filho mais velho de Clóvis e sua esposa, Clotilde. Após a morte de seu pai, em 511, ele dividiu o reino dos francos com seus três irmãos: Teodorico, Quildeberto e Clotário. Clodomiro tornou-se rei dos francos em Orleães. Este reino incluía, principalmente, os bispados de Tours, Poitiers e Orleães. Clodomiro casou-se com Gunteuc, com quem teve três filhos: Teodebaldo, Guntário e Clodoaldo.
Em 523–24, possivelmente por instigação de sua mãe Clotilde, que desejava vingar a morte de seus pais, supostamente assassinados por seu tio Gundebaldo, pai de Sigismundo. A partir do século VI, o casamento de Clóvis e Clotilde tornou-se tema de narrativas épicas, nas quais os fatos originais foram substancialmente alterados, e as diversas versões chegaram às obras de diferentes cronistas francos. A história da vingança de Clotilde é retomada por Gregório de Tours. No entanto, presume-se que esse relato seja apócrifo.
Ainda assim, Clodomiro uniu-se a seus irmãos em uma expedição contra os burgúndios. Após capturar Sigismundo, Clodomiro retornou a Orleães. Em maio de 524, ele ordenou o assassinato de Sigismundo e de seus filhos Gisaldo e Gondebaldo.

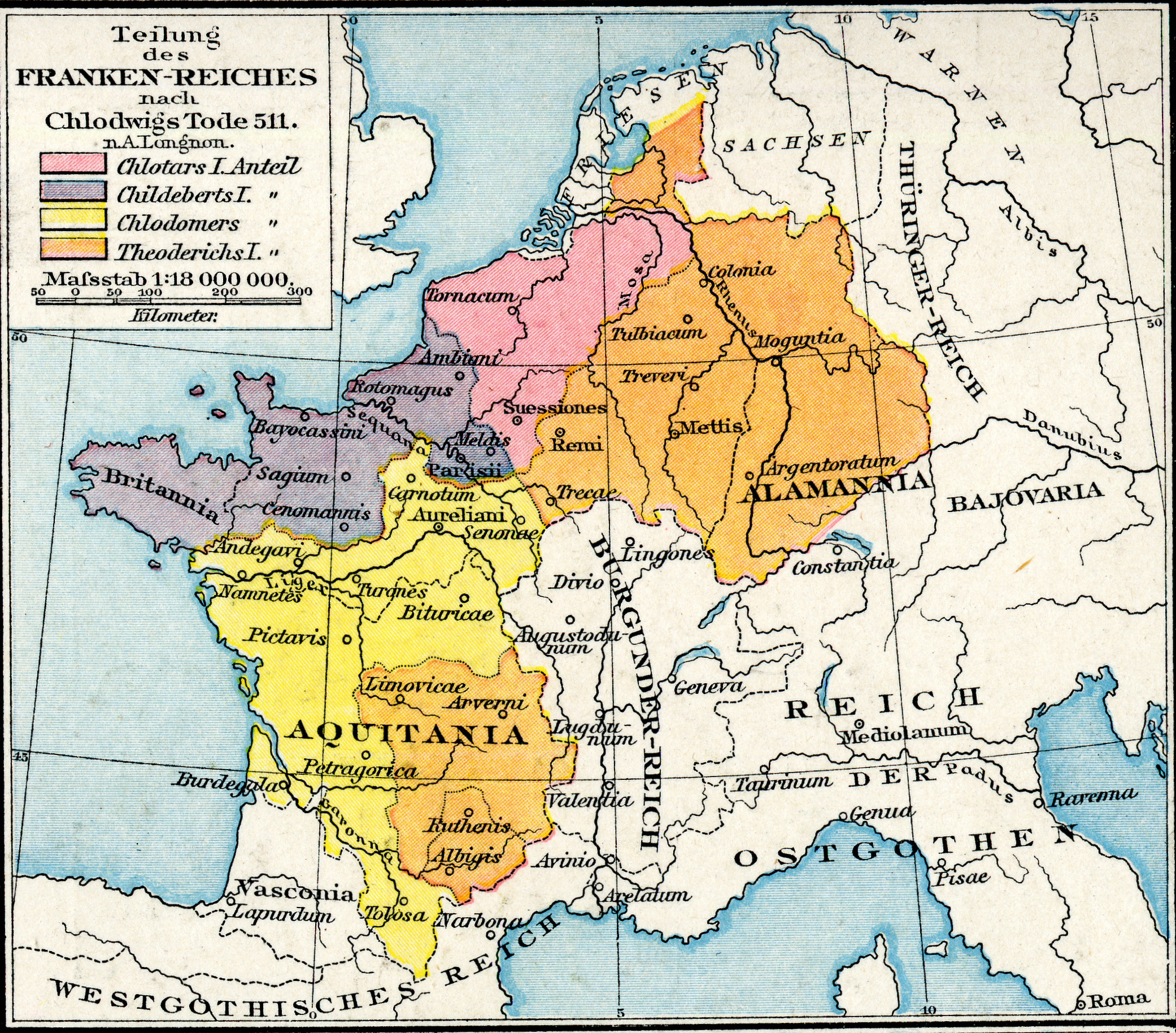
Partilha do reino de Clóvis

O irmão de Sigismundo, Gundemaro, retornou triunfantemente à Borgonha à frente das tropas enviadas por seu aliado, o rei ostrogótico Teodorico. Lá, ele massacrou a guarnição que os francos haviam deixado. Clodomiro então liderou uma segunda expedição contra os burgúndios. Ele foi morto nesta expedição, em junho do mesmo ano, na Batalha de Vézeronce. Teodorico casou-se com a filha de Sigismundo, Suavegoda. O reino de Clodomiro foi dividido de modo que Clotário I recebeu o Touraine e o Poitou; Quildeberto I, os territórios em ambas as margens do Loire, incluindo Orleães.

Quando sua viúva se casou com Clotário I, os três filhos de Clodomiro foram levados para Paris e confiados à avó Clotilde. No entanto, Clotário, não querendo lhes dar uma parte da herança do pai quando atingissem a maioridade, assassinou Teodebaldo, de dez anos, e Guntário, de sete. Apenas o mais novo, Clodoaldo, foi salvo pela lealdade de alguns fiéis. Mais conhecido como São Clodoaldo, ele tornou-se posteriormente abade de Nogent, tendo renunciado aos seus cabelos, símbolo da realeza franca, em vez de sua vida.